# Tramplin Nischni Nowgorod
Das Tramplin Nischni Nowgorod in Nischni Nowgorod (Russland) ist ein Komplex aus mehreren Skisprungschanzen. Zur Anlage gehören drei kleinere Schanzen der Kategorien K 10, K 15 und K 30, eine Mittelschanze der Kategorie K 55, eine Normalschanze der Kategorie K 80 und eine Großschanze der Kategorie K 110. Nur die K 80 und die K 55 sind mit Matten belegt. Bald wird der Schanzenkomplex komplett neu gebaut. Aus der K 110 wird eine 125-m-Mattenschanze, aus der K 80 eine 95-m-Schanze, statt der K 55 wird es eine K 60 geben und die K 30 wird neu gebaut und erstmals mit Matten belegt. Die K 15 und K 10 werden komplett abgerissen und nicht neu gebaut.

## Geschichte
Die erste Schanze im heutigen Nischni Nowgorod wurde 1955 gebaut. Es war eine K 30. 1958 wurde dann an der Wolga ein neuer Schanzenkomplex eröffnet. 1973 wurde eine Großschanze gebaut.  Dann musste die Großschanze aus Sicherheitsgründen geschlossen werden und der Anlaufturm wurde abgerissen. Dann wurden die K 80 und die K 55 mit neuen Matten belegt – die K 55 erstmals. Zur Modernisierung der Schanzen gab es 2008/2009 einen Architekturwettbewerb, bei dem sich die Firma Malojer aus Innsbruck gegen die Firma WilkinsonEyre.Architects durchsetzte. Nach zwei Jahren Projektstillstand aufgrund der Finanzkrise, wurde der Neubau im Juli 2011 endgültig beschlossen. Neben den neuen Mattenschanzen K 125, K 95, K 60 und K 30 werden auch eine 5-km-Langlaufloipe für die Kombinierer, ein Wasserpark, ein Skigebiet und Hotels gebaut. Das Projekt wird 2,4 Mrd. Rubel (37 Mio. Euro) kosten. Um die Großschanze, die Normalschanze und die K 60 wird ein Stadion mit 15.000 Zuschauerplätzen entstehen.